# После школы
«По́сле шко́лы» — многосерийный телевизионный фильм, новаторская смесь сюжетных линий и лирических отступлений, встроенных видеоклипов и музыкальных интермедий, комедийных приёмов и детективных поворотов, стилизаций и пародий.
Проект создан совместными усилиями «Уолт Дисней Компани СНГ» и «Первого канала».
Премьера 9-серийной версии состоялась на «Первом канале» 16 ноября 2012 года в 00:00. Новые серии выходили по пятницам. Заключительная серия вышла в эфир 8 февраля 2013 года. 
Перемонтированная версия из 18 серий транслировалась на «Канале Disney» с 7 октября по 1 ноября 2013 года в 21:00.

## Сюжет
В основе сюжета лежит оригинальная история о современных подростках, их родителях и учителях, рассказанная языком новаторской режиссуры. Каждая серия повествует о жизни одного из учеников школы с углублённым изучением испанского языка.

## Производство
Съёмки проходили в Эстонии — в городе Таллине и в расположенной в посёлке Виймси (уезд Харьюмаа) Виймсиской средней школе (эст. Viimsi Keskkool). Сериал создавался на протяжении 4-х лет и стал вторым российским проектом студии Walt Disney Pictures после фильма «Книга мастеров».

## В главных ролях

### Ученики
| Актёр              | Роль              |
| ------------------ | ----------------- |
| Александр Сетейкин | Стасик Михалков   |
| Элеонора Шлянда    | Юля Пелина «Пила» |
| Михаил Лустин      | Миша Рац          |
| Аглая Тарасова     | Фрида Лапшина     |
| Андрей Фандеев     | Родя Пенкин       |
| Максим Девизоров   | Ярик Бородин      |
| Максим Виноградов  | Гарик Дубровин    |
| Константин Попов   | Вова Мазуров      |
| Ангелина Семашкова | Эля Зайнутдинова  |
| Вадим Прокопов     | Антон Хайдаров    |
| Линда Табагари     | Ксюша Хоробрых    |
| Никита Краснов     | Кеша Хоробрых     |

### Сотрудники испанской школы
| Актёр             | Роль                                                                   |
| ----------------- | ---------------------------------------------------------------------- |
| Сергей Шакуров    | Ярослав Егорович директор школы, учитель домоводства для девочек       |
| Ксения Раппопорт  | Жанна Ивановна завуч, учитель испанского языка                         |
| Михаил Пореченков | Виктор Васильевич физрук, тренер баскетбольной команды «Белые медведи» |
| Михаил Трухин     | Леонид Петрович «Альфа дог» трудовик                                   |
| Александр Гордон  | Джалиль Рафаилович Фатхинуров учитель английского языка                |
| Татьяна Семенюк   | учитель химии                                                          |
| Сергей Черкасов   | учитель литературы                                                     |
| Вячеслав Рыбников | учитель физики                                                         |
| Наталья Мурина    | Светлана Юрьевна новый учитель пения                                   |
| Максим Пинскер    | Кирилл Пенкин охранник, папа Роди                                      |

### Родственники главных героев
| Актёр                | Роль                                                                           |
| -------------------- | ------------------------------------------------------------------------------ |
| Анна Михалкова       | Алёна Золотистая жена физрука, мама Вовы, режиссёр фильма «Вова от 6 до 16-ти» |
| Эдуард Чекмазов      | Андрей папа Стасика, учёный-физик                                              |
| Юлия Чебакова        | Марина мама Стасика, домохозяйка                                               |
| Ирина Гринёва        | Ульяна мама Миши, светская львица                                              |
| Дина Корзун          | Зара мама Фриды, художница                                                     |
| Ёла Санько           | Майя Маратовна мама Джалиля Рафаиловича, пенсионерка                           |
| Виктор Ланберг       | Геннадий папа Фриды, врач-травматолог                                          |
| Наталья Тетенова     | Ольга мама Роди, боксёр                                                        |
| Артём Кретов         | Василий папа Ярика, шеф-повар                                                  |
| Наталья Рычкова      | Людмила мама Ярика, риэлтор                                                    |
| Ксения Хакинен       | Лёлька сестра Ярика                                                            |
| Эдуард Козырев       | Пашка брат Ярика                                                               |
| Ирина Рахманова      | Клара мама Гарика, парикмахер собак                                            |
| Виталий Хаев         | Виталий папа Гарика, актёр                                                     |
| Витаутас Паукште     | дедушка Фриды                                                                  |
| Анастасия Ингилизова | Мария мама Эли, частный предприниматель                                        |
| Кястутис Якштас      | Геннадий папа Эли, частный предприниматель                                     |
| Ольга Зайцева        | Анна мама Антона, офицер полиции                                               |
| Дариус Гумаускас     | Алексей папа Антона, зелёный активист                                          |
| Анжелика Волчкова    | Нина (Латика) мама Кексов, просветлённая домохозяйка                           |
| Христо Шопов         | Михаил папа Кексов, олигарх-меценат (озвучивал Сергей Бурунов)                 |

### Другие
| Актёр             | Роль                                            |
| ----------------- | ----------------------------------------------- |
| Владимир Торсуев  | представитель клуба ЦСКА                        |
| Юрий Торсуев      | представитель клуба ЦСКА                        |
| Олег Скрипка      | Кетчуп                                          |
| Алексей Кублицкий | жулик                                           |
| Стас Довжик       | жулик                                           |
| Фёдор Бондарчук   | камео / Женя Питкин, водитель Фёдора Бондарчука |
| Антон Привольнов  | камео                                           |
| Илья Авербух      | водитель Ильи Авербуха                          |
| Владимир Познер   | камео                                           |
| Тамбет Туйск      | напарник мамы Антона                            |
| Анне Вески        | Ингеборга психолог                              |
| Никита Михалков   | камео                                           |
| Йохан Ульфсак     | Говард дизайнер из Лондона                      |
| Ялин Meй          | Пхатхун домработница Кексов                     |

### Создатели о сериале
- Генеральный директор компании Disney Россия Марина Жигалова-Озкан о проекте «После школы»:

«Одним из важнейших приоритетов развития бренда Disney в России является производство локального контента высокого качества. Мы ставим перед собой амбициозные задачи не только увеличивать объём производства, но и, внедряя новые технологии, соответствовать самым актуальным трендам российского и мирового кино и телевидения. Мы счастливы представить российскому телезрителю наш первый телевизионный фильм, снятый в партнёрстве с Первым каналом. У нашего проекта есть абсолютно всё, чтобы завоевать сердца современных подростков и их родителей — превосходный юмор, оригинальная история, потрясающая музыка, а главное — настоящие живые герои, в которых многие узнают себя».— 
- Генеральный директор «Первого канала», генеральный продюсер «После школы» Константин Эрнст о многосерийном фильме:

«Я рад, что наш первый совместный проект с компанией Disney получился таким свежим и не банальным. Мне кажется, только так можно заинтересовать молодую аудиторию, воспитанную Интернетом».— 
- Сценаристы и режиссёры проекта «После школы» Владимир Пресняков, Олег Пресняков о сериале:

«В нашем детстве были фильмы, которые мы очень любили. „Приключения Электроника“, „Выше Радуги“, „Приключения Калле-сыщика“. Эти фильмы легко проникали в наш внутренний мир, наполняли его светом и помогали мечтать. Со временем такое кино стало редкостью. Студия Дисней и „Первый канал“ обратились к нам с предложением: сделать кино, которого у современных молодых людей нет, кино, которое навсегда сохранило бы для сегодняшних юношей и девушек это время и этот возраст, когда впервые внутри человека рождаются высокие чувства, желание писать стихи, сочинять песни, дружить по-настоящему. Мы решили, если кто-то снимал такое кино для нашего поколения, то кто-то должен это сделать и сегодня».— 

## Продолжение
Генеральный директор компании Disney Россия Марина Жигалова-Озкан:
Мне кажется, получилась настолько интересная история, настолько интересные герои, которым хочется сопереживать и с которыми хочется продолжить общение. Поэтому я очень надеюсь, я обращаюсь с большой просьбой к режиссёрам и авторам, чтобы мы продолжили эту историю.

## Показ телесериала

### Россия
В России премьерный показ состоялся на «Первом канале», по пятницам в 0:30 с 16 ноября 2012 года. Сериал можно посмотреть не только в эфире, но и онлайн на официальном Интернет-сайте «Первого канала» в течение недели после выхода серии в эфир.
С 7 октября 2013 года показ сериала начал телеканал Disney.

## Рейтинг сериала в России
Директор дирекции креативного планирования и интернет-вещания «Первого канала» Елена Афанасьева:
он [проект «После школы»] выходил на „Первом канале“ премьерным показом по пятницам после «Вечернего Урганта», и у него были очень неплохие результаты такие зрительские, судя по рейтингам, в общем, хорошие для современного телевидения цифры, где-то в районе 12-15 была доля аудитории.

## Саундтрек
| Исполнитель                     | Название композиции                                      |
| ------------------------------- | -------------------------------------------------------- |
| College feat Electric Youth     | Real Hero (1, 4, 5 серии)                                |
| Pet Shop Boys                   | So hard (1 серия)                                        |
| Pet Shop Boys                   | Paninaro (1, 5 серии)                                    |
| LMFAO                           | Party rock anthem (1, 5, 7 серии)                        |
| Кино                            | Звезда по имени Солнце (1 серия) Это не любовь (2 серия) |
| Кино                            | Пачка сигарет (5 серия)                                  |
| Katy Perry                      | I kissed a girl (1, 2 серии)                             |
| Alexandra Stan                  | Mr. Saxobeat (1, 3, 4 серии)                             |
| Edvard Maya и Vika Jigulina     | Stereo love (1, 2 серии)                                 |
| Paul Collier                    | Slow down (1 серия)                                      |
| Carl Douglas                    | Kung Fu Fighting (1 серия)                               |
| Никита Михалков                 | Я шагаю по Москве (1 серия)                              |
| Narcotic Thrust                 | I like it (1, 4 серии)                                   |
| Paradiso                        | Bailando (1 серия)                                       |
| Avicii                          | Levels (1, 9 серии)                                      |
| Wamdue Project                  | King of My Castle (1 серия)                              |
| Madcon                          | Beggin (2 серия)                                         |
| Тату                            | Я сошла с ума (2 серия)                                  |
| Kosheen                         | Catch you (2 серия)                                      |
| Kesha                           | Tik-tok (2 серия)                                        |
| Utah Saints                     | Something good (2, 8, 9 серии)                           |
| One Republic                    | Apologize (2 серия)                                      |
| The Verve (Tom Middleton Remix) | Love is Noise (2 серия)                                  |
| Empire of the Sun               | We are the people (2, 4 серии)                           |
| Валерий Леонтьев                | Полёт на дельтаплане (3 серия)                           |
| Валерий Леонтьев                | Зелёный свет (3 серия)                                   |
| Валерий Леонтьев                | Каждый хочет любить (3 серия)                            |
| Валерий Леонтьев                | Гиподинамия (3 серия)                                    |
| Валерий Леонтьев                | Ты меня не забывай (3 серия)                             |
| The XX                          | Intro (3, 7, 8, 9 серии)                                 |
| Никита                          | Улетели навсегда (3 серия)                               |
| Bruce Springsteen               | Radio Nowhere (4 серия)                                  |
| группа «Мираж»                  | Где ты, мой новый герой (4 серия)                        |
| Линда                           | Мало огня (4, 9 серии)                                   |
| Supermode                       | Why (4 серия)                                            |
| Manu Chao                       | Me gustas tu (4 серия)                                   |
| Soul Asylum                     | Runaway train (4 серия)                                  |
| Portishead                      | Only you (5 серия)                                       |
| 2 Unlimited                     | No limit (5 серия)                                       |
| The Black Eyed Peas             | Rock that body (5 серия)                                 |
| Gorillaz                        | Clint Eastwood (5 серия)                                 |
| Beatfreakz                      | Somebody’s Watching Me (5, 6 серии)                      |
| Тынис Мяги                      | Детектив (6 серия)                                       |
| Дмитрий Маликов                 | Ты моей никогда не будешь (6 серия)                      |

Инструментальные композиции и песни в исполнении актёров
| Автор музыки/текста                                                         | Название композиции                                 |
| --------------------------------------------------------------------------- | --------------------------------------------------- |
| Эдуард Артемьев (музыка)                                                    | Свой среди чужих, чужой среди своих (1, 2, 9 серии) |
| Эдуард Артемьев (музыка)                                                    | Сталкер — Медитация (тема) (3, 8, 9 серии)          |
| Виктор Цой (музыка/текст)                                                   | Группа крови (2 серия)                              |
| Виктор Цой (музыка/текст)                                                   | Это не любовь (2 серия)                             |
| Виктор Цой (музыка/текст)                                                   | Алюминиевые огурцы (6 серия)                        |
| Виктор Цой (музыка/текст)                                                   | Пачка сигарет (9 серия)                             |
| Микаэл Таривердиев (музыка) / Роберт Рождественский (текст)                 | Где-то далеко (2 серия)                             |
| Brandon Flowers / David Keuning                                             | Mr. Brightside (2, 3 серии)                         |
| Илья Лагутенко                                                              | Карнавала нет (2, 8 серии)                          |
| Дмитрий Варшавский (музыка/текст)                                           | Пылает за окном звезда (3 серия)                    |
| Josè-Manuel Thomas Arthur Chao Ortega                                       | Me gustas tu (3 серия)                              |
| Сергей Галоян, Иван Шаповалов-Поднебесный, Валерий Полиенко, Елена Кипер    | Нас не догонят (3 серия)                            |
| Сергей Галоян, Иван Шаповалов-Поднебесный, Валерий Полиенко, Елена Кипер    | Я сошла с ума (7 серия)                             |
| Eero Muiste                                                                 | S.I.N. — HATE & PAIN (3, 6 серии)                   |
| Eero Muiste                                                                 | SHOTMAN — GATES (3 серия)                           |
| Eero Muiste                                                                 | 80’s People (6 серия)                               |
| Евгений Птичкин (музыка) / Игорь Шаферан (текст)                            | Ромашки спрятались (4 серия)                        |
| Олег Скрипка (музыка/текст)                                                 | Весна (4 серия)                                     |
| Dave Pirner (музыка/текст)                                                  | Runaway train (4 серия)                             |
| Константин Меладзе (музыка) / Константин Меладзе, Джахан Поллыева (текст)   | Опять метель (5 серия)                              |
| Guy Berryman, Jonny Buckland, Will Champion, Chris Martin                   | Lost! (5 серия)                                     |
| Franck Langolff (C) / Etienne Roda Gil (A)                                  | Joe le Taxi (6 серия)                               |
| Константин Попов                                                            | Чайки кричали (6 серия)                             |
| Александр Поляков, Светлана Колтунова (музыка) / Светлана Колтунова (текст) | Твои глаза (7 серия)                                |
| Светлана Колтунова (музыка/текст)                                           | Другая (7 серия)                                    |
| Песня из мультсериала «Новые приключения Винни-Пуха» (7 серия)              |                                                     |
| Consuelo Velazquez                                                          | Bésame Mucho (8 серия)                              |
| Александр Лунёв (музыка) / Лара Д’Элиа (текст)                              | Невозможное возможно (8 серия)                      |
| Гимн футбольного клуба «Спартак» (9 серия)                                  |                                                     |
| Народная (музыка/текст)                                                     | Калинка-малинка (9 серия)                           |

## Отзывы о сериале

### Положительные оценки
- Ирина Любарская, журналист журнала «Итоги»:

…сериал прежде всего адресован молодым – для них тут музыка, клипы, диалоги, шутки, спорт, постоянная связь сюжета с социальными сетями и роликами на YouTube. Но всё-таки фильм семейный. По простой причине: родителям героев 35—40 лет, для них это всё — такая же неотъемлемая часть жизни. Да и странно было бы считать, что и 60-летним бабушкам-дедушкам ничего не известно об Интернете, Facebook, Джоне Ленноне, Курте Кобейне и Викторе Цое.
- Татьяна Ефлаева, журналист «Учительской газеты»:

Первые впечатления – получилось забавно и весело, если говорить языком 1990-х, прикольно. Кроется ли за весельем что-то содержательное и стоит ли за ультрасовременной формой то, ради чего стоит «заинтересовать молодую аудиторию, воспитанную Интернетом», как выразился Константин Эрнст? Пока непонятно. Или это очередной трюк, чтобы завлечь молодёжную аудиторию, стремительно перемещающуюся в Сеть? И какими красками при этом пользоваться, не важно? Ведь для пиарщиков и рекламщиков (а именно эти функции на современном ТВ давно уже доминируют) возмущение и одобрение равнозначны… Поживём – посмотрим.
- Сергей Беднов, журналист газеты «Труд»:

Забавно. Неожиданно. Цепляет. С другой стороны, сразу видно, что авторы хорошо изучили не только круг интересов российских старшеклассников, но и рецепты успеха американского ширпотреба. Набор эпизодов в жанре ситком, музыкальных клипов, где, как французский с нижегородским, мешаются Цой и Lady Gaga, типично американские страсти вокруг школьных спортивных состязаний и чисто отечественные понты, ошеломил своим визуальным нахальством и даже нахрапистостью.
- Евгения Заболотских, журналист газеты «Гудок»:

Похоже, Первый канал устроил очную ставку самому себе. Сначала горькая «Школа» Валерии Гай-Германики, а теперь – сладкий проект трёх авторов: режиссёра «первой кнопки» Андрея Болтенко и уральских драматургов братьев Пресняковых. То же самое время показа – полуночное, та же тема, та же «прыгающая камера». Десерт после основного блюда. Сладкий и не приторный. Сказочный, поскольку руку к его приготовлению приложил не только Первый канал, но и «Уолт Дисней Компани СНГ».
- Анастасия Першкина, журналист радиостанции «Голос России»:

Удовольствие от просмотра придёт неожиданно и приятно удивит своей силой.

### Критика
- Ксения Ларина, журналист, обозреватель радиостанции «Эхо Москвы»:

... что меня смутило. Это то, что не проговаривается в этом фильме, невероятное самодовольствие и благополучие лилось с экрана. И меня это ужасно раздражало внутренне. Это неправильно. Почему тогда это не стреляет, почему не смешно. Именно потому, что непонятно, где, когда и почему это происходит. Это не имеет никакого отношения даже к атмосфере сегодняшнего дня.
- Ирина Петровская, телекритик, обозреватель «Новой газеты»:

…первая серия, которую я начала смотреть, тем не менее, с интересом, мне показалась всё-таки комом, блин показался комом. И я, честно говоря, не поняла, что это, про что это. И самое главное потом такое возникает впечатление, что это такая самодеятельность или это проба пера начинающих киношников, даже во ВГИКе учебные работы снимают, обычно изгаляясь и кажется, что ужасно оригинально, а на самом деле ничего оригинального нет.
- Ольга Кузьмина, заместитель главного редакторы газеты «Вечерняя Москва»

…разрекламированный «После школы», лихо распиаренный и ожидаемый так безнадёжно скучен и пуст.
- Анна Наринская, спецкорреспондент ИД «Коммерсантъ»:

По состоянию на первую серию в "После школы" чёткий сюжет, который заставлял бы ждать, что случится дальше, там отсутствует начисто. Да и вообще, несмотря на наличие некоторых излюбленных братьями тем типа матери-гадины и "подглядывающей" видеокамеры, там практически отсутствует всё талантливо пресняковское.
- Михаил Нейжмаков, блогер интернет-журнала Рабкор.ру:

А что же уловил сериал «После школы»? Если посмотреть на ситуацию с юмором, может закрасться мысль – если что-то и взял фильм о «суровой правде жизни» с российской почвы, то скорее веяния совсем недавнего прошлого – «медведевской эпохи» (назовем её так по формальному признаку, не углубляясь в рассуждения о том, насколько на этот период повлиял лично Дмитрий Анатольевич).
Судите сами. Именно к недавнему прошлому отсылают детали фильма – гламурный антураж больше был в моде именно в начале медведевского президентства (до и ещё в самые первые месяцы после начала мирового экономического кризиса). Возможность стать «звездой на час», попав на YouTube, вызывала удивление в те же годы, сейчас это уже нечто обыденное. 
Ситуация, когда внешняя форма с аппетитом «доедает» содержание - характерная черта первой серии «После школы» (на что и жалуются зрители - «всё красиво, а фильм ни о чём»). И это же – фирменный стиль а-ля Медведев (вспомним хотя бы переименование милиции в полицию). 
Наконец, Сколково, где работает папа-физик – это едва ли не самый известный медведевский проект. И вот тут, вольно или невольно, у авторов «После школы» получилась почти политическая сатира. Ведь вместо физики папа в «иннограде» занят исключительно тем, что приносит кофе каким-то девушкам, видимо, своим начальницам. Кстати, в голову закрадывается мысль – уж не дамы ли это из команды Сердюкова, которые в этой, альтернативной реальности, были переброшены «в сферу инноваций», «на усиление»? 
Между прочим, именно «инновации» – модное ещё недавно определение, под которое вполне подпадает новое творение «Первого канала»
.
- Марат Кузаев, один из авторов сайта Filmz.ru:

Идиллический мир «После школы» оказывается жутковатым местом, где коммуникация между людьми необратимо расстроена… «После школы» – манифест самого нового времени, замаскированный под пёструю безделицу… «После школы» – это пораженческая спекуляция, построенная на сомнительных предпосылках не первой свежести. Авторы, кажется, совсем не понимают нынешних подростков, и это их страшит: вот в былые времена действительно крутым был тот, кто спел на Центральном телевидении СССР, а теперь достаточно спустить штаны в спортзале.
- Анна Белякова, одна из авторов интернет-издания «Просвещение»:

не хотела бы я учиться в такой школе и у таких педагогов, которые не только не знают, что такое грамотная литературная речь, но не могут и двух слов связать. Конечно, в сериале школа выглядит очень благополучной: современная столовая, фонтанчики в фойе, прекрасный просторный спортзал, но учитель английского языка, с жутчайшим акцентом читающий ученикам Шекспира, разом перечёркивает все плюсы школы-сказки, школы-мечты.